# Piedmont, Oklahoma
Piedmont är en ort i Canadian County, och Kingfisher County, i Oklahoma. Vid 2010 års folkräkning hade Piedmont 5 720 invånare.